# 巴特勒圖書館
巴特勒圖書館位於紐約市曼哈頓區，隸屬於哥倫比亞大學晨邊高地校區。因坐擁200萬藏書而成為哥倫比亞大學最大的一座校屬圖書館，同時也是哥倫比亞大學最大的一座校園建築。建築本身由詹姆士·甘博爾·羅傑斯設計，始建於1931年，歷時3年建成，屬於新古典主義風格。

## 沿革

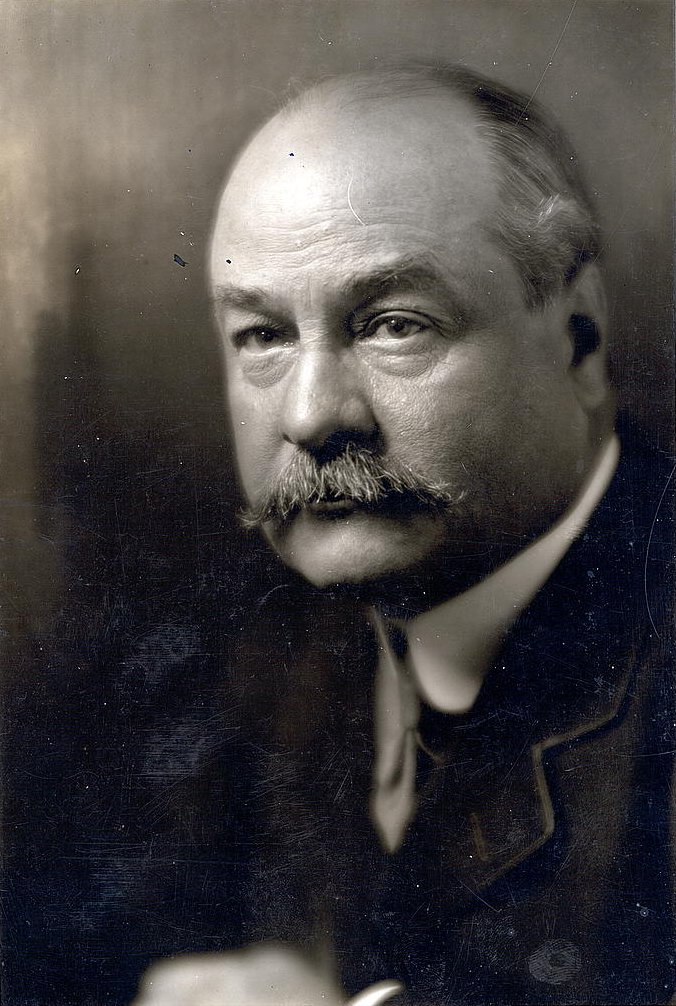
巴特勒校长

巴特勒圖書館由詹姆士·甘博爾·羅傑斯設計，哥倫比亞大學校友愛德華·哈克尼斯出資建設，始建於1931年，於1934年竣工。愛德華同時還出資贊助了哈佛大學和耶魯大學的部分校舍。
巴特勒圖書館最初被命名為“南楼”（South Hall）。1946年，為了紀念於1945年退休的哥倫比亞大學校長尼古拉斯·默裏·巴特勒而以“巴特勒”重新命名。同時，巴特勒校長也是最早提出要在勞紀念圖書館基礎上新建一座圖書館的人。
在1995年到2009年期間，巴特勒圖書館經歷了多次大修和改善。2018年，圖書館受到學運人士的抨擊，呼籲要在校園內“去殖民化”，並提出要替換校園內的一些雕像和銘文從而更好的接納女性和邊緣化人群。

## 建筑设计

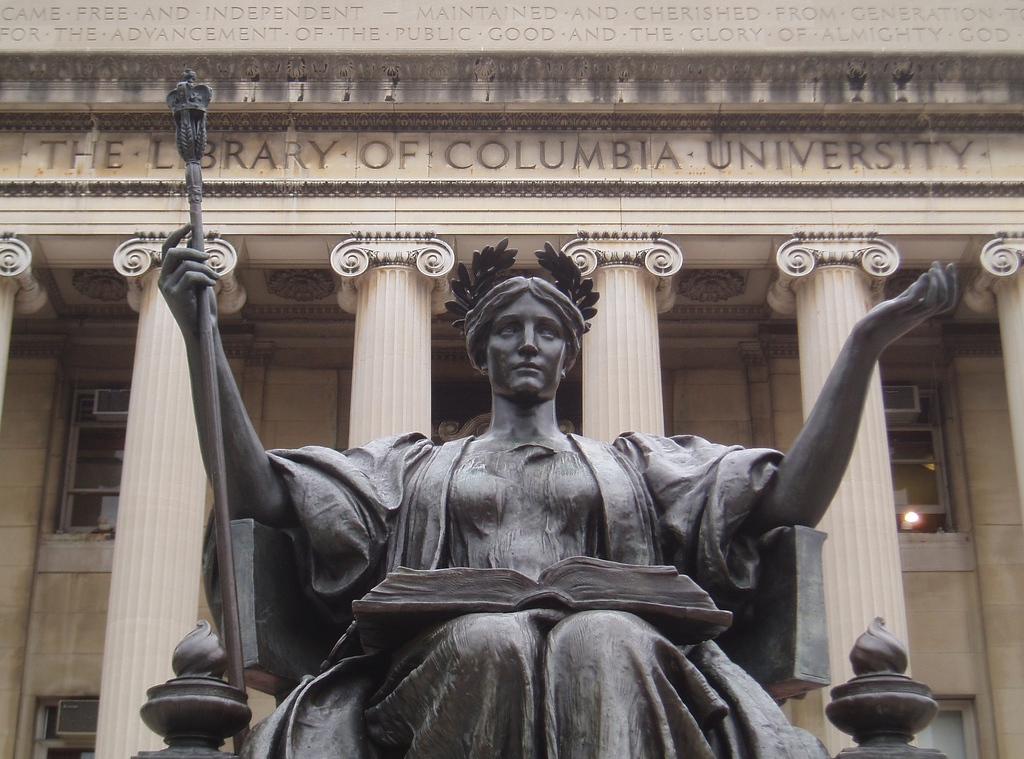
雕塑：母校

图书馆的正面是一排整齐排列的爱奥尼柱式风格的圆柱。圆柱的上方则雕刻满了古代著名的作家、思想家以及哲学家的名字。依照图书馆建筑本身所对应的方向和其他校园建筑，这些名字依次是：
北面，朝向学院走廊（College Walk）和劳纪念图书馆（Low Memorial Library）
- 荷马、希罗多德、索福克勒斯、柏拉图、亚里士多德、德摩斯梯尼、西塞罗、维吉尔

东面，朝向约翰·杰伊楼（John Jay Hall）和瓦拉赫楼（Wallach Hall）
- 塞万提斯、莎士比亚、弥尔顿、伏尔泰、歌德

西面，朝向阿尔弗雷德·勒纳楼（Alfred Lerner Hall）和卡曼楼（Carman Hall）
- 贺拉斯、塔西陀、圣奥斯丁、圣阿奎那、但丁

进入大堂后，首先映入眼帘的是题为“看见光明”（拉丁文：Videbimus Lumen）的巨幅壁画。原名“Videbimus Lumen”出自哥伦比亚大学校训“在你的光中，我们必得见光。”（拉丁文：In Lumine Tuo Videbimus Lumen；英语：In Thy Light Shall We See Light）该短语来源于《圣经》诗篇第36章第9节。该壁画由美国画家尤金·塞维居（英语：Eugene Savage）创作于1934年。整幅壁画以希腊神话中的战争女神和智慧女神雅典娜为中心，与校园中的主要雕塑“智慧女神”（又名：“母校”；英语：Alma Mater）相呼应。壁画中突出的主题有“光”，“社会问题”，“法西斯主义”以及哥伦比亚大学和纽约市内的著名建筑。

## 与中国相关

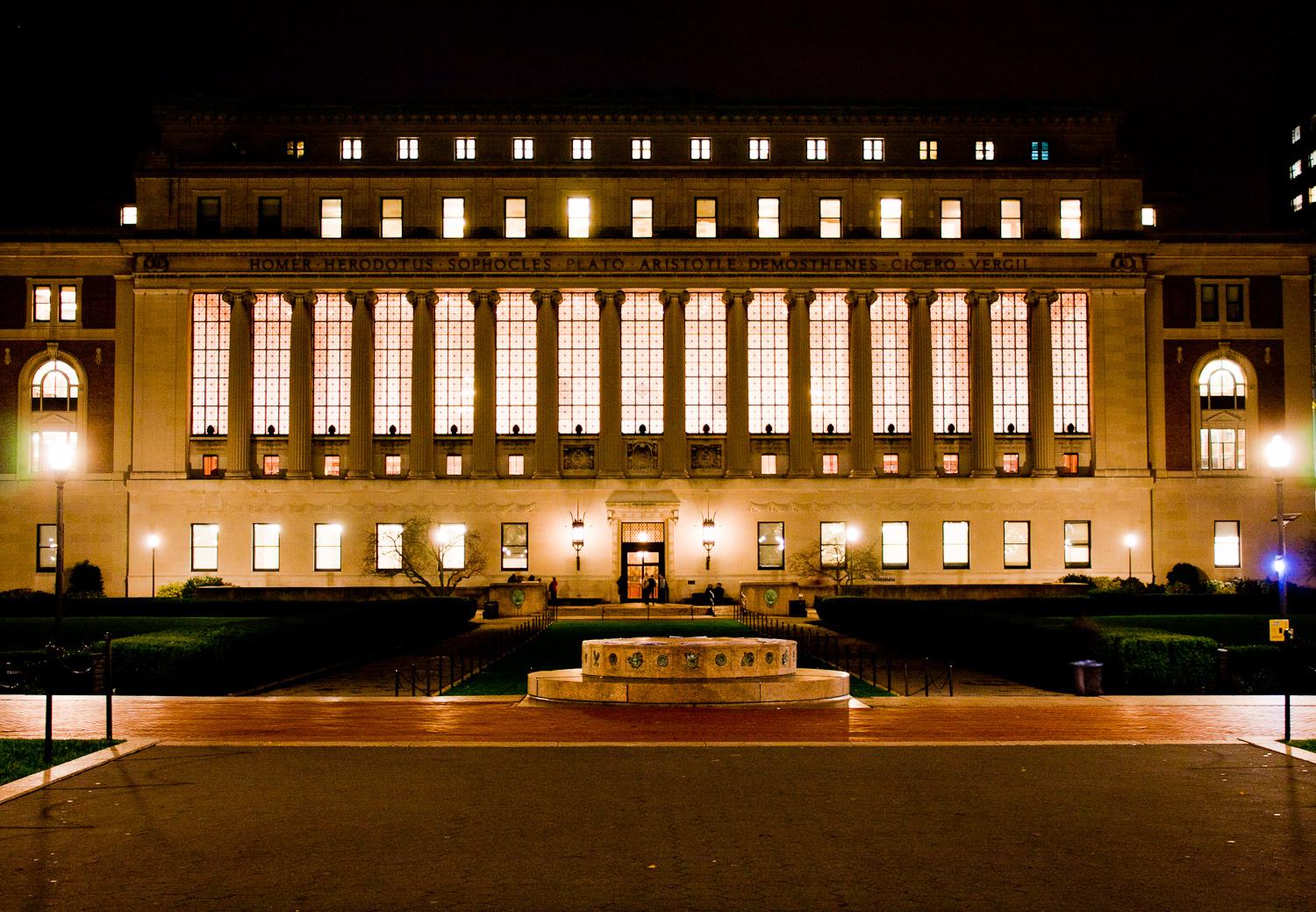
巴特勒圖書館夜景

哥倫比亞大學口述史研究中心收藏的眾多中國近現代人物的口述史料尤為知名， 諸如胡適、李宗仁、顧維钧、張學良、張發奎等人的口述資料和檔案均為學術界所熟知。
- 1901年11月3日，李鴻章代表慈禧太后簽字批准，向哥伦比亚大学捐贈《古今圖書全集》一套。李鴻章簽字四天後，就去世了。 [7]
- 张学良于1994年将自己未出版的诗作、与政界军界要人来往的书信、文章、日记等赠给哥伦比亚大学，大约5000件左右，绝大部分是中文资料。张学良在世时还曾经接受过两次访问，一次是1990年，另一次是1991年至1993年，访问谈话的录音磁带也保存在哥大。在张学良的资助下，哥伦比亚大学在巴特勒图书馆珍贵图书和手稿部辟出独立空间收藏这些史料，中文名为“毅荻书斋”。张学良与哥伦比亚大学达成协议，这些珍贵资料在2002年之前不得公开。[8][9]
- 熊式輝檔案現藏於哥倫比亞大學善本和手稿圖書館（Rare Book & Manuscript Library），該館位於主校區晨边高地（Ｍorningside Heights Campus）的巴特勒圖書館（Butler Library）六樓。熊式輝檔案(Ｍs Coll\Hsiung)共計16盒，保存相當完好，可供讀者在專門的閱覽室內閱讀。其內容分別如下： 第1盒：函電、文章、演講稿、筆記和剪報。 第2盒：回憶錄《海桑集》（全部為原打印稿的縮微膠捲）。 第3盒：《贛政十年》（複印本）、中華民國軍事代表團就蘇聯軍隊從東北撤軍與蘇軍將領談判的報告。 第4盒：楷書對聯軸。 第5-7盒：照片。 第8-11盒：歷年演講文稿。 第12盒：函電、筆記、文件、剪報、雜件、 地圖（全部為縮微膠捲）。 第13-16盒：1930年至1947年间所写日記（其中1930-1932年日記殘缺較多，1933年日記缺，1943-1949年日記為縮微膠捲）。[10]

## 外部鏈接
巴特勒圖書館官方網站（英文） （页面存档备份，存于）